# Nikołaj Sorokin (polityk)
Nikołaj Nazarowicz Sorokin (ros. Николай Назарович Сорокин, ur. 1903 we wsi Spasskaja Guba w guberni ołonieckiej, zm. 29 kwietnia 1978) – radziecki działacz partyjny i państwowy.

## Życiorys
Od 1916 do 1918 służył w rosyjskiej armii, w 1921 został członkiem RKP(b) i sekretarzem komitetu wykonawczego spasskiej rady wiejskiej w Karelskiej Komunie Pracowniczej, 1923-1924 był słuchaczem szkoły budownictwa radzieckiego i partyjnego w Pietrozawodsku. Następnie został sekretarzem odpowiedzialnym gminnego komitetu partyjnego w Karelskiej ASRR, 1925-1927 odbywał służbę w Armii Czerwonej, 1927-1930 był sekretarzem odpowiedzialnym komitetu rejonowego WKP(b) w Karelskiej ASRR, a 1930-1932 kierownikiem wydziału organizacyjnego ołonieckiego rejonowego komitetu WKP(b) w Karelskiej ASRR. Potem pełnił funkcję I sekretarza priażyńskiego rejonowego komitetu WKP(b), 1934-1936 był słuchaczem kursów marksizmu-leninizmu w Leningradzie, 1936-1937 kierował Wydziałem Rolnym Karelskiego Obwodowego Komitetu WKP(b), 1937-1939 był I sekretarzem kiesteńskiego rejonowego komitetu WKP(b). Podczas wojny z Finlandią 1939-1940 był komisarzem dywizji, po wojnie od 27 kwietnia 1940 do 20 grudnia 1944 pełnił funkcję II sekretarza KC Komunistycznej Partii (bolszewików) Karelo-Fińskiej SRR i jednocześnie od 8 lipca 1940 przewodniczącego Prezydium Rady Najwyższej Karelo-Fińskiej ASRR, 1945 był przewodniczącym komitetu wykonawczego wiedłozierskiej rady rejonowej w Karelskiej ASRR, a 1945-1952 kierownikiem Wydziału Organizacyjno-Instruktorskiego Rady Komisarzy Ludowych/Rady Ministrów Karelo-Fińskiej ASRR.